# Phygadeuon yonedai
Phygadeuon yonedai är en stekelart som beskrevs av Kusigemati 1986. Phygadeuon yonedai ingår i släktet Phygadeuon och familjen brokparasitsteklar. Inga underarter finns listade i Catalogue of Life.